# Louis Kauffman
Louis Hirsch Kauffman (Potsdam, Estat de Nova York, Estats Units, 3 de febrer de 1945) és un matemàtic estatunidenc conegut per les seves contribucions a la teoria de nusos (hi destaquen el polinomi de Kauffman i el polinomi parèntesi de Kauffman). Actualment és professor de matemàtiques al campus de Chicago de la Universitat d'Illinois.

## Biografia
Kauffman obtingué les qualificacions més altes de la seva graduació al Norwood Norfolk Central High School en 1962. Va obtenir el Bachelor of Science al MIT en 1966 i es doctorà en matemàtiques a la Universitat de Princeton en 1972 amb en William Browder com a director de la tesi.
Kauffman ha treballat d'investigador i professor a diverses universitats arreu del món, entre les quals s'hi compten la Universitat de Saragossa, la Universitat d'Iowa, l'Institute Hautes Etudes Scientifiques a Bures Sur Yevette, l'Institut Henri Poincaré de París, la Universitat de Bolonya, la Universidade Federal de Pernambuco a Recife i el Newton Institute de Cambridge.
És també fundador i editor en cap del Journal of Knot Theory and Its Ramifications i editor de la World Scientific Book Series On Knots and Everything. Escriu a més una columna anomenada "Lògica Virtual" per la revista Cybernetics and Human Knowing.
Entre els anys 2005 i 2008 fou el president de l'American Society for Cybernetics. Kauffman toca el clarinet a la ChickenFat Klezmer Orchestra de Chicago.

## Contribucions

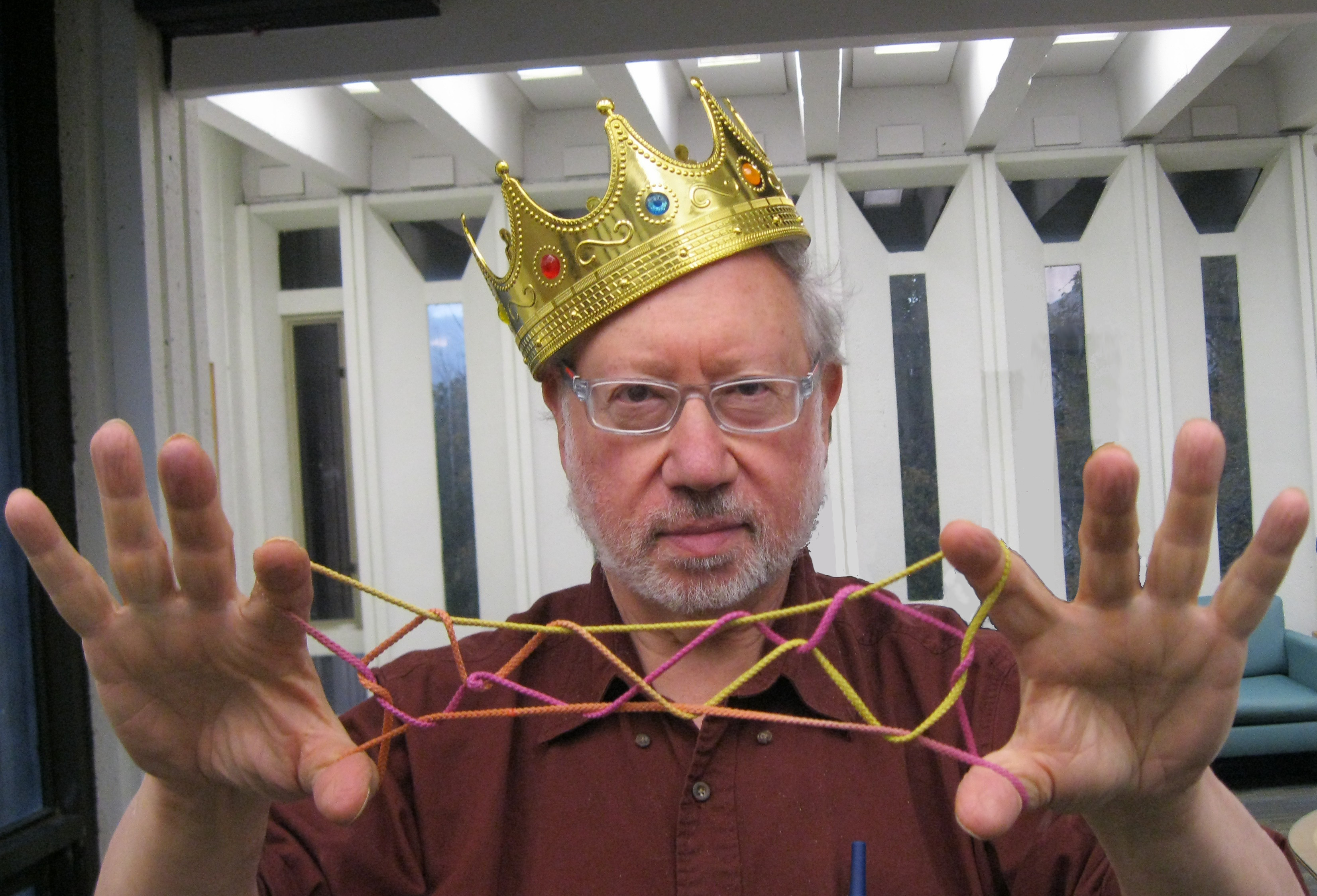
Louis H. Kauffman en 2014

Tot i ser especialista en topologia, Kauffman ha contribuït també als camps de l'àlgebra, la cibernètica i la física. No obstant, les seves contribucions més famoses són el polinomi de Kauffman i el polinomi parèntesi de Kauffman.

### Polinomi de Kauffman
En el camp de la teoria de nusos, el Polinomi de Kauffman és un polinomi de nusos de dues variables definit per Kauffman com
{\displaystyle F(K)(a,z)=a^{-w(K)}L(K)\,}
on {\displaystyle w(K)} és l'entortellament i {\displaystyle L(K)} és una isotopia regular invariant que generalitza el polinomi parèntesi.

## Publicacions
Kauffman ha publicat més de 170 treballs, sobretot en els camps de la teoria de nusos i la física matemàtica. Entre els seus llibres hi ha:
- 1987, On Knots, Princeton University Press 498 pp.
- 1993, Quantum Topology (Series on Knots & Everything), amb Randy A. Baadhio, World Scientific Pub Co Inc, 394 pp.
- 1994, Temperley-Lieb Recoupling Theory and Invariants of 3-Manifolds, amb Sostenes Lins, Princeton University Press, 312 pp.
- 1995, Knots and Applications (Series on Knots and Everything, Vol 6)
- 1995, The Interface of Knots and Physics: American Mathematical Society Short Course January 2-3, 1995 San Francisco, California (Proceedings of Symposia in Applied Mathematics), amb l'American Mathematical Society.
- 1998, Knots at Hellas 98: Proceedings of the International Conference on Knot Theory and Its Ramifications, amb Cameron McA. Gordon, Vaughan F. R. Jones i Sofia Lambropoulou,
- 1999, Ideal Knots, amb Andrzej Stasiak i Vsevolod Katritch, World Scientific Publishing Company, 414 pp.
- 2002, Hypercomplex Iterations: Distance Estimation and Higher Dimensional Fractals (Series on Knots and Everything, Vol 17), amb Yumei Dang i Daniel Sandin.
- 2006, Formal Knot Theory, Dover Publications, 272 pp.
- 2007, Intelligence of Low Dimensional Topology 2006, amb J. Scott Carter and Seiichi Kamada.
- 2012, Knots and Physics (4th ed.), World Scientific Publishing Company, ISBN 978-981-4383-00-4

Entre les seves publicacions també hi destaquen els articles:
- 2001, The Mathematics of Charles Sanders Peirce, a: Cybernetics & Human Knowing, Vol.8, no.1–2, 2001, pp. 79–110